# Pa'l Norte 2014
Pa'l Norte 2014 fue la tercera edición del festival, se llevó a cabo en el Parque Fundidora de la ciudad de Monterrey; por primera vez como un evento de dos días, el 31 de octubre y 1 de noviembre.

## Desarrollo
Para su tercer edición en 2014, la empresa Tecate se convirtió en el patrocinador principal del evento por lo que su nombre se extendió para agregar a la cervecera.
Los precios de esta edición fueron de $595 general y $1145 VIP para la entrada individual y $1140 general y $2240 VIP para el evento completo. Pa’l Norte 2014 contó con dos escenarios principales: Tecate Light e Indio, además de la carpa Coca Cola Zero Club, ofreciendo nuevamente música electrónica a un costado de la Nave Lewis. Además se llevó a cabo una fiesta temática de Halloween “Freaky Generations VIII” donde se otorgó un premio de $100 000 al disfraz ganador.
La asistencia del evento fue alrededor 104 000 personas en los dos días (41 000 el viernes y 63 000 el sábado) y fue la primera edición que contó con variedad de artistas internacionales. Para aquellos que no pudieron asistir al evento, el festival fue transmitido a través de INDIO TV.

## Line up
El line up, que fue lanzado el 27 de mayo de 2014 estuvo compuesto por AFI, Andrés Calamaro, Enrique Bunbury, Foster the People, Juanes, La Ley, Los Amigos Invisibles, Los Tigres del Norte, Plastilina Mosh, Snoop Dogg y Zoé, entre otros.

### Tecate Light
| Viernes | Sábado |
| --- | --- |
| - Los Tigres del Norte - Enrique Bunbury - Andrés Calamaro - Zurdok - De la Tierra - A Band of Bitches - Technicolor Fabrics | - Snoop Dogg - Foster the People - La Ley - Los Amigos Invisibles - Ely Guerra - Vetusta Morla - María Daniela y su Sonido Lasser - Daniela Spalla |

### Indio
| Viernes                                  | Sábado                                                                                  |
| ---------------------------------------- | --------------------------------------------------------------------------------------- |
| - Zoé - Kinky - AFI - Enjambre - Allison | - Chromeo DJ Set - Molotov - Juanes - Plastilina Mosh - Jumbo - DLD - Reyno - Centavrvs |

### Coca Cola Zero Club
| Viernes | Sábado |
| --- | --- |
| - Broz Rodríguez - Concurso Halloween - Gil Cerezo (Kinky DJ Set) - DJ Lukas - Les Vagabonds - Omar Vera - DJ Pato GQ - DJ Boomper - Antemasque - Le Butcherettes - Félix - Charlie Rodd | - Paco Ayala - Daniel Cantisani - DJ Trayze - Eduardo Rossell - Tom & Collins - Morenito de Fuego - Galatzia - Javiera Mena - DJ Serg - Teen Flirt - DJ Piolo & Salazar - DJ Yosshi - Jesus Warr - Buffalo Blanco - Inferznal - Galactic Beans - Jacbern - School of Rock |

### Sorpresa[6]
| Viernes                 | Sábado                       |
| ----------------------- | ---------------------------- |
| - Inner Circle - Chingy | - Proyecto Uno - Vanilla Ice |